# X Factor Slovenija
X Factor Slovenija je slovenska različica pevskega resničnostnega šova X Factor. Prva in do sedaj edina sezona oddaje je bila predvajana od 18. marca do 24. junija 2012 na POP TV.

## Voditelji
Legenda:
     Trenutna voditelja
| Voditelj    | 1. sezona |
| ----------- | --------- |
| Vid Valič   |           |
| Peter Poles |           |

## Sodniki
Damjan Damjanovič – direktor Slovenske filharmonije
Jadranka Juras – slovenska pevka
Aleš Uranjek – član nekdanje skupine Šank Rock, zdaj član skupine CoverLover, in glasbeni menedžer

## 1. krog avdicij
1. krog avdicij je potekal od 14. do 29. januarja 2012 v največjih slovenskih mestih po vsej državi. Na njih so izbrali najboljše skupine, pevce, starejše od 20 let, in pevce med 14 in 20 let.
| Mesto      | Datum          |
| ---------- | -------------- |
| Maribor    | 14. januar     |
| Portorož   | 15. januar     |
| Kranj      | 21. januar     |
| Celje      | 22. januar     |
| Novo mesto | 24. januar     |
| Ljubljana  | 28.–29. januar |

## Avdicije pred žirijo
Avdicije pred sodniki so potekale v Kinu Šiška pred publiko v živo. Po nastopu kandidata je vsak sodnik komentiral njegovo petje in nastop ter mu dal »Da«, če je želel, da se uvrsti v naslednji krog, sicer pa »Ne«. Sodniške avdicije so bile prikazane na POP TV v 4 nedeljah (18. in 25 marca ter 1. in 8. aprila).

### 1. avdicijska oddaja
Datum: 18. 3. 2012
| #   | Kandidat (starost, poklic)                  | JA/NE |
| --- | ------------------------------------------- | ----- |
| 1.  | Sašo Alauf (28, tržnik)                     | 3× NE |
| 2.  | Klemen Bunderla (27, radijski voditelj)     | 3× JA |
| 3.  | Eva Marolt (20, študentka)                  | 3× JA |
| 4.  | Gaj Trček (24, študent)                     | 2× JA |
| 5.  | Mladi godci                                 | 3× JA |
| 6.  | Steven Nikolič                              | JA    |
| 7.  | Luka Rajšter                                | JA    |
| 8.  | Ajda Kovačič (16, dijakinja)                | 3× JA |
| 9.  | Uroš                                        | JA    |
| 10. | Robert Ficker (21, tehnik zdravstvene nege) | 3× NE |
| 11. | Iva Bečan (18, dijakinja)                   | 3× NE |
| 12. | Maja Teran (18, dijakinja)                  | 3× NE |
| 13. | Suzana                                      | JA    |
| 14. | Maja Šebenik (19)                           | 3× JA |
| 15. | Alma Merklin (20, študentka)                | 3× JA |
| 16. | Andreja Frelih (24, učiteljica)             | ?     |
| 17. | Matija Jahn (28, pianist in skladatelj)     | 3× JA |

1. ↑  »Dan neskončnih sanj« (Vlado Kreslin).
2. ↑  »Piece of My Heart« (Janis Joplin).
3. ↑  »Grace Kelly« (Mika).

### 2. avdicijska oddaja
Datum: 25. marec 2012
| #   | Kandidat (starost, poklic)                | JA/NE |
| --- | ----------------------------------------- | ----- |
| 1.  | Dajana Proševa (18, dijakinja)            | 3× JA |
| 2.  | Marsel Tahirović (18, dijak)              | 3× NE |
| 3.  | Ali                                       | 2× JA |
| 4.  | Rok (20)                                  | ?     |
| 5.  | Vasja                                     | 3× NE |
| 6.  | Klemen Finkšt (15, dijak)                 | 3× JA |
| 7.  | Anja Baš (25, prehranska svetovalka)      | 2× JA |
| 8.  | Sebastjan Fabčič (32, poslovni tehnik)    | 3× JA |
| 9.  | Anže Petrač (33, muzikolog)               | 2× NE |
| 10. | Selma                                     | 3× NE |
| 11. | Viva                                      | 2× NE |
| 12. | Maja                                      | 3× NE |
| 13. | Renja Roslanjec Bavčevič (49, upokojenka) | 2× NE |
| 14. | Kaja Pavlič (20, študentka)               | ?     |
| 15. | Tjaša                                     | 3× JA |
| 16. | Maja Žumer (17, dijakinja)                | 3× JA |
| 17. | Barbara Štunf (30, učiteljica solo petja) | 3× JA |
| 18. | Branka Božič (45, tolmačka)               | 3× JA |
| 19. | H.O.B.S.                                  | ?     |
| 20. | Black & White                             | NE    |
| 21. | Toni Petrovič (23, študent)               | 3× JA |
| 22. | Elizabeta Lebar (25, vojakinja)           | 3× JA |
| 23. | Tim Kores - Kori                          | JA    |

1. ↑  »In the Ghetto« (Elvis Presley).
2. ↑  »Make You Feel My Love« (Adele).

### 3. avdicijska oddaja
Datum: 1. april 2012
| #   | Kandidat (starost, poklic)                  | JA/NE |
| --- | ------------------------------------------- | ----- |
| 1.  | Alen Predanič (17, dijak)                   | 3× NE |
| 2.  | Mitja Podlesnik (18, dijak)                 | 3× JA |
| 3.  | Lovro Klanjšček (19)                        | JA    |
| 4.  | Gašper Mihelič (21)                         | 3× JA |
| 5.  | Just Chillin (19, dijaka)                   | 3× NE |
| 6.  | Martina                                     | ?     |
| 7.  | Ana Soklič (27, študentka)                  | 3× JA |
| 8.  | Tjaša                                       | 3× JA |
| 9.  | Tanja                                       | 3× JA |
| 10. | Zala Ana Štiglic                            | 3× JA |
| 11. | Bianca Črnjavič (16, dijakinja)             | 2× JA |
| 12. | Klavdija                                    | ?     |
| 13. | Barbara                                     | ?     |
| 14. | Amadeja Filipčič (19, študentka)            | 3× JA |
| 15. | Andreas Videčnik (21, vodovodni inštalater) | 3× JA |

1. ↑  »Viva la Vida« (Coldplay).
2. ↑  »Mad« (Ne-Yo).
3. ↑  »Goldeneye« (Tina Turner).
4. ↑  »Son of a Preacher Man«.
5. ↑  »Rain on Your Parade« (Duffy).
6. ↑  »I'm Yours« (Jason Mraz).

### 4. avdicijska oddaja
Datum: 8. april 2012
| #   | Kandidat (starost, poklic)                             | JA/NE |
| --- | ------------------------------------------------------ | ----- |
| 1.  | Peter Podrumac (21, študent)                           | 3× NE |
| 2.  | Jasmina Lozar (21, dijakinja)                          | 3× JA |
| 3.  | Etien Huskič                                           | 3× NE |
| 4.  | Beno                                                   | ?     |
| 5.  | Aleš                                                   | 3× JA |
| 6.  | Anja Kotar (14, osnovnošolka)                          | 3× JA |
| 7.  | Eva Klinc (32, stiki z javnostmi in sinhr. risank)     | 3× JA |
| 8.  | Izabela                                                | 3× JA |
| 9.  | Anamarija Klavžar                                      | 3× JA |
| 10. | Urška                                                  | 3× JA |
| 11. | Awesome                                                | 3× NE |
| 12. | Arni Likar Cindrič (14, osnovnošolec)                  | 3× JA |
| 13. | Nives Grlj (27, frizerka)                              | 3× NE |
| 14. | Robert                                                 | ?     |
| 15. | Marko                                                  | ?     |
| 16. | Borut                                                  | ?     |
| 17. | Demetra Malalan (15, dijakinja)                        | 3× JA |
| 18. | Blue Shine                                             | ?     |
| 19. | Jagodni izbor                                          | ?     |
| 20. | Lorelaj                                                | ?     |
| 21. | Ansambel Sotošek                                       | ?     |
| 22. | Duo Green Eyes (21 in 34, študentka in glasbenica)     | ?     |
| 23. | Trio Bum (20–30, študentka, učiteljica, vzgojiteljica) | ?     |
| 24. | Vox Arsana (25–37, glasbeniki)                         | 3× JA |
| 25. | Primož Vidovič (37, psiholog)                          | 3× JA |
| 26. | Žan Hauptman (18, dijak)                               | 3× JA |

1. ↑  »Chasing Pavements« (Adele).
2. ↑  »She's the One« (Robbie Williams).
3. ↑  »Georgia on my Mind« (Ray Charles).

## Bootcamp (X-Kamp)
Bootcamp je trajal štiri dni. Vsak dan so imeli sodniki za tekmovalce pripravljene različne naloge in izzive. Prvo nalogo (skupina 5 je morala pripraviti isto pesem, pri čemer je bilo pomembno kljub skupnemu petju izstopati kot posameznik) je preživelo 48 kandidatov. Eden izmed tistih, ki je izpadel, je bil Andrej Ikica, Elizabeto Lebar so sprva poslali domov, a je dobila še eno priložnost, Mladi godci so odstopili sami, Vox Arsano pa je zapustil Samo Kozlevčar. Drugi dan je sledil plesni preizkus, ki so ga prestali vsi. Za naslednjo nalogo so kandidate razdelili po kategorijah (mlajši od 21 let, starejši od 21 let in skupine) in vsaka je dobila svoj izziv: mlajši od 21 so morali izbrati pesem, ki je pokazala njihov najlepši trenutek, starejši od 21 pesem, ki jih spominja na najbolj žalosten trenutek, skupine pa pesem, ki nosi sporočilo, ki bi ga želeli širiti s svojim petjem. Tretji dan X-Kampa so nastopili:
| #   | Kandidat (starost)      | Opombe         |
| --- | ----------------------- | -------------- |
| 1.  | Toni Petrovič (23)      | In & Out       |
| 2.  | Gašper Mihelič (21)     | 21 in starejši |
| 3.  | Maja Šebenik (19)       | S.W.A.G.       |
| 4.  | Eva Marolt (19)         | Mlajši od 21   |
| 5.  | Lovro Klanjšček (19)    | In & Out       |
| 6.  | Tjaša Žalik (24)        | 21 in starejši |
| 7.  | Ajda Kovačič (16)       | Mlajši od 21   |
| 8.  | Bianca Črnjavič (16)    | S.W.A.G.       |
| 9.  | Tjaša Hrovat (17)       | S.W.A.G.       |
| 10. | Diana Filipovič (26)    | 21 in starejši |
| 11. | Amadeja Filipčič (19)   |                |
| 12. | Tonja Senčar (16)       | 2BYONE         |
| 13. | Elizabeta Lebar (25)    |                |
| 14. | Duo NiJa (19 in 21)     | Skupine        |
| 15. | Vox Arsana (25–37)      | Skupine        |
| 16. | Klemen Bunderla (27)    |                |
| 17. | Alen Marošlić (23)      |                |
| 18. | Primož Vidovič (37)     |                |
| 19. | Tim Kores (22)          | In & Out       |
| 20. | Anja Baš (25)           |                |
| 21. | Aleš Očko (30)          |                |
| 22. | Gaj Trček (24)          | 2BYONE         |
| 23. | Matija Jahn (28)        | 21 in starejši |
| 24. | Sara Romih (16)         | S.W.A.G.       |
| 25. | Nastja Vodenik (20)     |                |
| 26. | Petra Bajuk (27)        |                |
| 27. | Tanja Veselič (29)      |                |
| 28. | Kaja Pavlič (20)        |                |
| 29. | Eva Klinc (32)          |                |
| 30. | Mitja Podlesnik (18)    | Mlajši od 21   |
| 31. | Andreas Videčnik (21)   | 21 in starejši |
| 32. | Evelin Rijavec (26)     |                |
| 33. | Arni Likar Cindrič (14) |                |
| 34. | Žan Hauptman (18)       | Mlajši od 21   |
| 35. | Ana Soklič (27)         | 21 in starejši |
| 36. | Alma Merklin (20)       | Mlajši od 21   |
| 37. | Demetra Malalan (15)    | Mlajši od 21   |
| 38. | Suzana Banovič          | S.W.A.G.       |
| 39. | Trio Bum (20–30)        |                |
| 41. | Jasmina Lozar           | 21 in starejši |
| 40. | Luka Alen Rajšter       | In & Out       |
| 41. | Dajana Proševa          | 2BYONE         |

     Kandidati, ki so se uvrstili v naslednji krog
1. ↑  »Rehab« (Amy Winehouse).
2. ↑  »Use Somebody« (Kings of Leon).
3. ↑  »Orion Lady« (Siddharta).
4. ↑  »Fix You« (Coldplay).
5. 1 2 3  »At Last« (Etta James).

Četrti dan so razglasili, kdo se je uvrstil v naslednji krog:
Kategorija: Nad 21 let
| Ime              | Starost | Kraj         |
| ---------------- | ------- | ------------ |
| Andreas Videčnik | 21      | Švica        |
| Tjaša Žalik      | 24      | Prekmurje    |
| Diana Filipovič  | 26      | Ljubljana    |
| Matija Jahn      | 28      | Celje        |
| Gašper Mihelič   | 21      | Bela Krajina |
| Ana Soklič       | 27      | Bohinj       |

Kategorija: Skupine
| Ime skupine | Št. članov | Člani                                                                   |
| ----------- | ---------- | ----------------------------------------------------------------------- |
| Vox Arsana  | 4          | Teja Letonja, Ana Delin, Mladen Delin, Samo Ivačič                      |
| 2BYONE      | 3          | Tonja Senčar, Gaj Trček, Dajana Proševa                                 |
| Duo NiJa    | 2          | Jasmina Kovačič, Nina Radkovič                                          |
| IN&OUT      | 4          | Tim Kores - Kori, Toni Petrovič, Lovro Klanjšček, Luka Alen Rajšter     |
| S.W.A.G.    | 5          | Suzana Banovič, Bianca Črnjavič, Maja Šebenik, Tjaša Horvat, Sara Romih |

Kategorija: 14–21 let
| Ime             | Starost | Kraj               |
| --------------- | ------- | ------------------ |
| Eva Marolt      | 20      | Šmartno pri Litiji |
| Ajda Kovačič    | 16      | Slovenj Gradec     |
| Mitja Podlesnik | 18      | Maribor            |
| Demetra Malalan | 15      | Trst/Ljubljana     |
| Žan Hauptman    | 18      | Maribor            |
| Alma Merklin    | 20      | Murska Sobota      |

Šele po tem, ko je bilo iz vsake kategorije izbranih 6 najboljših kandidatov, so sodniki izvedeli, katera kategorija jim je bila dodeljena:
| Sodnik            | Kategorija |
| ----------------- | ---------- |
| Jadranka Juras    | Nad 21 let |
| Aleš Uranjek      | Skupine    |
| Damjan Damjanovič | 14–21 let  |

Bootcamp je bil prikazan na POP TV v 2 nedeljah (15. in 22. aprila).

## Hiše sodnikov
V okviru hiš sodnikov je potekalo zadnje izločanje pred oddajami v živo. Kandidati, ki so preživeli bootcamp, so nastopili pred sodnikom, ki mu je bila dodeljena njihova kategorija, in posebnim gostom sodnika, ki mu je pomagal pri sprejetju končne odločitve. Vsak sodnik je moral izbrati 3 kandidate, ki so se tako uvrstili v oddaje v živo.
| Kategorija | Mentor            | Gost           | Hiša sodnika | Izbrani kandidati                         |
| ---------- | ----------------- | -------------- | ------------ | ----------------------------------------- |
| Nad 21 let | Jadranka Juras    | Nina Vodopivec | Hotel Palace | Matija Jahn Gašper Mihelič Ana Soklič     |
| Skupine    | Aleš Uranjek      | Nina Pušlar    | Grad Mokrice | 2BYONE IN&OUT S.W.A.G.                    |
| 14–21 let  | Damjan Damjanovič | Sabina Cvilak  | La Subida    | Ajda Kovačič Demetra Malalan Alma Merklin |

Hiše sodnikov so bile prikazane na POP TV v 2 nedeljah (29. aprila in 6. maja).

## Izločilni boji
Sledilo je šest oddaj v živo, v katerih je vsak teden izpadel eden izmed izvajalcev. V vsaki oddaji so svoj glas najprej oddali gledalci preko telefonskega glasovanja. Tekmovalca, ki sta prejela najmanj telefonskih glasov, sta se uvrstila v izločilni boj. Za njiju so potem glasovali sodniki in enega rešili, drugi pa je moral tekmovanje zapustiti.
     Tekmovalec, ki je preživel izločilni boj
     Tekmovalec, ki je izpadel

### 1. oddaja v živo
Datum: 13. maj 2012

Tema: To sem jaz
| #  | Tekmovalec      | Pesem (originalni izvajalec)                        |
| -- | --------------- | --------------------------------------------------- |
| 1. | Alma Merklin    | »Something’s Got a Hold on Me« (Christina Aguilera) |
| 2. | 2BYONE          | »Heart Skips a Beat« (Olly Murs)                    |
| 3. | Gašper Mihelič  | »Human« (The Killers)                               |
| 4. | Ajda Kovačič    | »You Oughta Know« (Alanis Morissette)               |
| 5. | S.W.A.G.        | »Turn Me On« (David Guetta feat. Nicki Minaj)       |
| 6. | Ana Soklič      | »Stop« (Sam Brown)                                  |
| 7. | Matija Jahn     | »Addicted to Love« (Robert Palmer)                  |
| 8. | Demetra Malalan | »Mercy« (Duffy)                                     |
| 9. | IN&OUT          | »Stronger (What Doesn't Kill You)« (Kelly Clarkson) |

### 2. oddaja v živo
Datum: 20. maj 2012

Tema: Ljubezen
| #  | Tekmovalec      | Pesem (originalni izvajalec)               |
| -- | --------------- | ------------------------------------------ |
| 1. | Demetra Malalan | »Only Girl (In the World)« (Rihanna)       |
| 2. | IN&OUT          | »I Don't Want to Miss a Thing« (Aerosmith) |
| 3. | Ajda Kovačič    | »Who Knew« (Pink)                          |
| 4. | Gašper Mihelič  | »More Than Words« (Extreme)                |
| 5. | Ana Soklič      | »Sweet Child o' Mine« (Guns N' Roses)      |
| 6. | S.W.A.G.        | »Hello« (Beyoncé)                          |
| 7. | Matija Jahn     | »I'm a Believer« (The Monkees)             |
| 8. | Alma Merklin    | »Angel« (Sarah McLachlan)                  |

### 3. oddaja v živo
Datum: 27. maj 2012

Tema: Časovni stroj
| #  | Tekmovalec      | Pesem (originalni izvajalec)               |
| -- | --------------- | ------------------------------------------ |
| 1. | S.W.A.G.        | »Candyman« (Christina Aguilera)            |
| 2. | Ana Soklič      | »My Funny Valentine« (Chet Baker)          |
| 3. | Alma Merklin    | »Cry Me a River« (Michael Bublé)           |
| 4. | Matija Jahn     | »Relax, Take It Easy« (Mika)               |
| 5. | Ajda Kovačič    | »What a Wonderful World« (Louis Armstrong) |
| 6. | IN&OUT          | »The Lazy Song« (Bruno Mars)               |
| 7. | Demetra Malalan | »Caruso« (Lara Fabian)                     |

### 4. oddaja v živo
Datum: 3. junij 2012

Tema: Slovenska glasba
| #  | Tekmovalec      | Pesem (originalni izvajalec)                     |
| -- | --------------- | ------------------------------------------------ |
| 1. | Demetra Malalan | »Med iskrenimi ljudmi« (Majda Sepe)              |
| 2. | Ajda Kovačič    | »Na soncu« (Siddharta)                           |
| 3. | Matija Jahn     | »Pravljica o mavričnih ljudeh« (Šank Rock)       |
| 4. | Alma Merklin    | »Poletna noč« (Marjana Deržaj)                   |
| 5. | Ana Soklič      | »Malo tu malo tam« (Neisha)                      |
| 6. | IN&OUT          | »Od višine se zvrti« (Vlado Kreslin & Siddharta) |

### 5. oddaja v živo
Datum: 10. junij 2012

Tema: James Bond
| #  | Tekmovalec      | Pesem (originalni izvajalec)      |
| -- | --------------- | --------------------------------- |
| 1. | Ana Soklič      | »License to Kill« (Gladys Knight) |
| 2. | Alma Merklin    | »A View to a Kill« (Duran Duran)  |
| 3. | Matija Jahn     | »Carrie« (Europe)                 |
| 4. | IN&OUT          | »Stop and Stare« (OneRepublic)    |
| 5. | Demetra Malalan | »Feeling Good« (Adam Lambert)     |

### 6. oddaja v živo (polfinale)
Datum: 17. junij 2012

Tema: Drugačnost
| #  | Tekmovalec      | Pesem (originalni izvajalec)                                      |
| -- | --------------- | ----------------------------------------------------------------- |
| 1. | IN&OUT          | »Without You« (David Guetta ft. Usher)/»With or Without You« (U2) |
| 2. | Demetra Malalan | »Ain't No Sunshine« (Bill Withers)                                |
| 3. | Alma Merklin    | »Roxanne« (Sting)                                                 |
| 4. | Matija Jahn     | »Bed of Roses« (Bon Jovi)                                         |

## Finale
V finalu, ki je potekal 24. junija 2012 in katerega tema se je glasila »Jaz sem zvezda«, so se pomerili In & Out, Matija Jahn in Demetra Malalan. Vsak izmed njih je nastopil z dvema pesmima (eno solo in eno v duetu). Prvi so izpadli In & Out, Matija in Demetra pa sta zapela še tretjo pesem. Zmagala je Demetra. 
| #  | Tekmovalec      | 1. pesem (originalni izvajalec) | 2. pesem                            | 3. pesem (originalni izvajalec)     | Mesto |
| -- | --------------- | ------------------------------- | ----------------------------------- | ----------------------------------- | ----- |
| 1. | IN&OUT          | »Chasing Cars« (Snow Patrol)    | »Ta čas« z Majo Keuc                | —                                   | 3.    |
| 2. | Matija Jahn     | »Wind of Change« (Scorpions)    | »Slab spomin« z Gregorjem Skočirjem | »Who Wants to Live Forever« (Queen) | 2.    |
| 3. | Demetra Malalan | »Smile« (Nat King Cole)         | »Lahko sem srce« s skupino Tabu     | »If I Ain't Got You« (Alicia Keys)  | 1.    |

| Sezona | Jadranka Juras                                   | Aleš Uranjek                   | Damjan Damjanovič                                  |
| ------ | ------------------------------------------------ | ------------------------------ | -------------------------------------------------- |
| 1      | Nad 21 let Matija Jahn Ana Soklič Gašper Mihelič | Skupine IN&OUT S.W.A.G. 2BYONE | 14–21let Demetra Malalan Alma Merklin Ajda Kovačič |

## Nagrade in nominacije
| Leto | Nominacija                                                        | Nagrada DA/NE |
| ---- | ----------------------------------------------------------------- | ------------- |
| 2012 | Nominacija za strokovnega viktorja za najboljšo zabavno TV-oddajo | Da            |